# Zamudíes
Los zamudíes (en árabe: ثمود‎ thamud /θæˈmuːd/) o Zamūd fueron una antigua tribu árabe que pobló el Hiyaz, conocida desde el siglo VIII a. C. hasta cerca de la época de Mahoma. La civilización zamud estaba ubicada en el norte de Arabia. Aunque se cree que se originaron en el sur de la península, la tradición árabe los sitúa en el norte, asentados en las laderas del monte Athlab, cerca de Mada'in Saleh.
Se han encontrado numerosos petroglifos y pinturas rupestres zamúdicas en el Monte Athlab y en todo el centro de Arabia.

## Historia

### Preislámica
Como fuente preislámica, la referencia más antigua conocida de los Zamudíes es una inscripción en Dur-Sharrukin del 715 a. C. de los Anales del rey asirio Sargón II, que los menciona como los "Ta-mu-di", junto a los Efá, los "Ibadidi" y los "Marsimani" como parte del "los árabes distantes que habitaban en el desierto, que no conocían ni a supervisores ni a funcionarios y no habían entregado tributo a ningún rey." Sargón derrotó a estas tribus, de acuerdo con sus Anales, y las deportó a Samaria. El historiador israelí Eph'al cuestiona la plausibilidad del relato de Sargón, ya que la brevedad del relato de Sargón parece estar en desacuerdo con el hecho de que esa campaña, en las profundidades de Arabia, habría sido una de las guerras más largas en la historia asiria y porque no se hace ninguna mención al saqueo. Eph'al, en cambio, especula que los Zamudíes y otras tribus árabes pudieron haber hecho acuerdos con Sargón para comerciar en Samaria, lo que los historiadores asirios "embellecieron" a su favor como sumisión.
Una carta, sobreviviente, de Nabonido, rey de Babilonia del siglo VI a. C., incluye una orden de que un "Te-mu-da-a Ar-ba-a-a", aparentemente un 'árabe zamudí', recibiera varios talentos de plata. Esta persona, probablemente fuera un comerciante o funcionario al servicio de la corte babilónica.
Los zamudíes también son mencionados en fuentes clásicas. Son citados en Sobre el Mar Eritreo de Agatárquidas, del siglo II a. C., donde se informa que los árabes zamudíes entonces habitaban una 'costa grande y pedregosa' de la línea costera árabe, al sur del Golfo de Aqaba. En un pasaje algo confuso, Plinio el Viejo, historiador romano del siglo I, los ubica en la ciudad interior, todavía no identificada, de 'Baclanaza'. Ptolomeo, que vivió en el siglo II, escribió que la tribu 'Thamuditai' habitaba la costa del Mar Rojo y la tribu 'Thamoudenoi' vivía en el interior del noroeste de Arabia —una de las tribus o ambas, pueden ser referencias a los zamudíes— mientras que su contemporáneo Uranio creía que los zamudíes eran vecinos de los nabateos. También hubo zamudíes que se unieron a los ejércitos romanos como auxiliares, y el Notitia Dignitatum menciona dos unidades de guerreros zamudíes que sirvieron al Imperio romano, uno en Egipto y el otro en Palestina.
Los zamudíes son mencionados con poca frecuencia en las fuentes árabes indígenas contemporáneas, aunque dos inscripciones safaíticas talladas en algún momento entre el siglo I a. C. y el siglo IV se refieren al "año de la guerra entre los Gšm y la tribu de los Zamudíes [snt ḥrb gšm ʾl ṯmd]". Una excepción notable está en un templo en al-Ruwāfa en el noroeste de Arabia Saudita, construido por los mismos zamudíes en la década de los 160. Las importantes inscripciones del templo (en griego antiguo y arameo nabateo) afirman que fue construido por un sacerdote llamado Šʿdt de los 'zamudíes de Robathū' para ʾlhʾ, aparentemente la deidad patrona de la tribu, con el apoyo del gobierno romano. Robathū es probablemente el nombre antiguo de la actual al-Ruwāfa. Los zamudíes en cuestión eran tropas auxiliares romanas, como dice explícitamente la inscripción:

Por el bienestar de los gobernantes del mundo entero ... Marco Aurelio Antonino y Lucio Vero, conquistadores de los armenios. Este es el templo que fue construido por la tribu de los zamudíes, los líderes de su unidad, para que pudiera ser establecido por sus manos y ser su lugar de veneración para siempre ... con el apoyo del gobernador Antistio Advento.

Se les conoce como Tamudaei en los escritos de Aristón de Quíos, Claudio Ptolomeo y Plinio el Viejo.

### Islámica
A pesar de la presencia de una tribu llamada zamudí hasta el siglo IV, los poetas árabes del siglo VI cuyas obras se conservan en fuentes islámicas ya se referían a los zamudíes como una tribu antigua y perdida hace mucho tiempo, cuyo mismo nombre recordaba la fugacidad de todas las cosas. También es posible que los zamudíes no fueran una sola tribu, y que otras tribus tomaran su nombre después de que la tribu original con ese nombre se hubiera extinguido.
Según la tradición islámica, los zamudíes existieron mucho antes que estos, cuyos ancestros se dice que son Iram y Ars (identificados como los bíblicos Aram y su hijo Uz).

### El Corán
Al igual que el ʿĀd, el Corán menciona el Thamud en la Sura Al-A'raf en el contexto de varios profetas que advirtieron a su pueblo del juicio venidero. Los versos advierten a los Thamud de que se alarmen por la destrucción de ʿĀd:

[73]:

Y a los Zamud, a su hermano Salih que les dijo: ¡Gente mía! Adorad a Alá, fuera de Él no tenéis otro dios.
Os ha llegado una evidencia de vuestro Señor: La camella de Alá que es una señal para vosotros; dejadla que coma en la tierra de Alá y no la toquéis con ningún daño; porque si lo hicierais, os alcanzaría un doloroso castigo.

[74]:

Y recordad cuando os hizo sucesores de los Ad y os dio una posición en la tierra. Os hacíais palacios en sus llanuras y excavabais casas en las montañas.
Recordad los dones de Alá y no hagáis el mal en la tierra como corruptores.
Corán, sura 7 (Al-A'raf), ayah 73-74

Este versículo sugiere algún tipo de relación entre los ʿĀd y los Zamudíes, y los ʿĀd incluso pudieron haber sido parte de Zamudi. Sin embargo, los ʿĀd vivían en la región de Hadramaut (en el actual Yemen), a diferencia de Thamud, que vivía en la región de Hiyaz (en la actual Arabia Saudita). Tradicionalmente se consideró a las gentes de Nuh (Noé) como los antepasados de los ʿĀd, y al parecer, los ʿĀd eran vistos como ancestros de los Zamudíes.
Los ʿĀd vivían en el sur de la península arábiga.
Un poco más adelante del pasaje citado anteriormente, el Corán dice:

[77]:

Y desjarretaron a la camella rebelándose contra la orden de su Señor. Y dijeron: ¡Salih, tráenos lo que nos has asegurado si es que eres uno de los enviados!

[78]:

Entonces los agarró la gran sacudida y amanecieron en sus hogares caídos de bruces
Corán, sura 7 (Al-A'raf), ayat 77-78

En la sura Al-Qamar dice: «De hecho, les enviamos un chillido [es decir, una explosión del cielo], y se convirtieron en fragmentos de ramas secas de una pluma [animal].

### Ibn Jaldún
El historiador y erudito Ibn Jaldún también menciona a los zamudíes varias veces en su historia universal Kitābu l-ʻibar (en árabe: كتاب العبر‎, el «Libro de Lecciones») escrito a fines del siglo XIV, pero solo brevemente, brindando información limitada respecto a estos.

Esto puede ilustrarse con lo que sucedió entre las naciones. Cuando la autoridad real de ʿĀd fue eliminada, sus hermanos, los Thamud, se hicieron cargo. Fueron sucedido, a su vez, por sus hermanos, los amalecitas. Los amalecitas fueron sucedidos por sus hermanos, los homeritas. Los homeritas fueron sucedidos por sus hermanos, los Tubba, que pertenecían a los homeritas. Ellos, igualmente, fueron sucedidos por los Adhwa'. Así fue como los Mudar llegó al poder.
Muqaddimah ("Introducción"), capítulo II

En Yemen, al-Bahrayn, Omán y Al-Jazirah han estado en posesión de los árabes durante miles de años, el dominio de estas áreas ha pertenecido a diferentes naciones [árabes] en sucesión. También fundaron ciudades y pueblos y promovieron el desarrollo de la cultura sedentaria y el lujo al más alto grado. Entre tales naciones estaban los ‘Ad y los Thamud, los Amalecitas y los Himyar después de ellos, los Tubba y los otros gobernantes del sur de Arabia [Adhwa]. Hubo un largo período de autoridad real y cultura sedentaria. La coloración [cultura sedentaria] se estableció firmemente. La artesanía se hizo abundante y firmemente arraigada. No fueron eliminados simultáneamente con la dinastía [cada gobernante], como hemos dicho. Han permanecido y siempre se han renovado hasta este momento, y se han convertido en la especialidad de esa área. Estas artesanías [yemenés] son telas bordadas, telas a rayas y prendas y sedas finamente tejidas.
Muqaddimah capítulo V

## Escritura zamúdica
Se ha encontrado una secuencia de letras gráficamente similar al alfabeto semítico, a la que se ha denominado zamúdica, en el sur de Arabia y en todo el Hiyaz.  se identificó por primera vez en una región del norte central de Yemen que se conoce como Zamud, que está unida al norte por el Rub' al Jali, al sur por Hadramaut y al oeste por Shabwa. Este sistema de escritura lleva el nombre del lugar donde se descubrió por primera vez, no se relaciona con los zamudíes. Las inscripciones en zamúdico provienen principalmente del norte de Arabia Saudita, pero se pueden encontrar en toda la península arábiga.

## Identidad
Se conoce muy poca información sobre la identidad o la nacionalidad de los zamudíes, pero el historiador griego Diodoro Sículo los llama àrabes en la Bibliotheca histórica.
El título y la descripción dada por Focio de los zamudíes indica que tenían un estado similar al de los Kedaritas que han sido identificados como árabes.
En 2003, el profesor Jan Retsö en una investigación para su libro Los árabes en la Antigüedad concluyó que los zamudíes eran árabes.
El historiador romano Plinio el Viejo declaró que el pueblo zamudí ("Tamudaei") y otros grupos étnicos árabes vivían en la ciudad de Domata (actual Dumat al-Jandal) y sus alrededores, un cognado árabe para el hijo bíblico de Ismael, Dumah, cuyos descendientes se convirtieron en los edomitas que vivían en piedra tallada (como Petra).  El cambio de Dumah a Zamūd puede atribuirse a las vocales indefinidas en las lenguas semíticas escritas, así como al cambio gradual de la pronunciación y los dialectos consonánticos debido al tiempo y los cambios nómadas en la ubicación.

## Uso del nombre
Después de la desaparición del pueblo zamudí original, el historiador británico Robert Hoyland sugirió que su nombre fuera adoptado posteriormente por otros grupos nuevos que habitaban la región de Mada'in Saleh.
Esta sugerencia es apoyada por Abdullah ibn Umar e Ibn Kathir, quienes informan que la gente llamó a la región zamudí como Al-Hijr, mientras que llamaron a la provincia de Mada'in Saleh como Ardh Thamud (Tierra de los zamudíes) y Bayt Thamud (casa de los zamudíes). La conclusión que se puede extraer de las evidencias anteriores es que el término «Zamud» no se aplicó a los grupos que vivían en Mada'in Saleh, como los lihyanitas y los nabateos, sino a la región misma.
Según las fuentes árabes clásicas, se acordó que el único grupo restante de los nativos de Zamud era la tribu de Banu Thaqif que habitaba la ciudad de Taif al sur de La Meca.

## Desaparición
Como dice el Corán, la gente original zamudí desapareció. Explica que «pudieron haber sido destruidos por uno de los muchos brotes volcánicos que han formado los extensos campos de lava de Arabia.